# Оксациллин
Оксациллин натрия (торговое название Bactocil) — это бета-лактамный антибиотик узкого спектра действия из пенициллиновой группы, разработанный фармацевтической компанией Beecham.

## Использование
Оксациллин является пенициллиназа-резистентным β-лактамом. Он подобен метициллину, заменив его в клинической практике. Другими родственными соединениями являются нафциллин, клоксациллин, диклоксациллин и флуклоксациллин. Поскольку он устойчив к ферментам пенициллиназы, он широко используется клинически в США для лечения пенициллин-резистентного Золотистого стафилококка. Однако, устойчивые к антибиотикам штаммы (Метициллин-резистентный золотистый стафилококк и оксациллин-резистентный золотистый стафилококк, МРЗС/Орса) становятся все более распространенными по миру.

## Побочные эффекты
Побочные эффекты включают гиперчувствительность и местные реакции. В высоких дозах, возникают Острая почечная или печеночная недостаточность, или недостаточность нервной системы. 